# NewJeans
NewJeans (koreanisch 뉴진스) ist eine südkoreanische Girlgroup der vierten K-Pop-Generation, die 2022 vom zur Hybe Corporation gehörenden Label ADOR gegründet wurde. Als Folge eines Rechtsstreits mit ADOR nannte sich die Gruppe am 7. Februar 2025 in NJZ (koreanisch 엔제이지) um. NJZ besteht aus fünf Mitgliedern: Minji, Hanni, Danielle, Haerin und Hyein. Die Girlgroup debütierte am 1. August 2022 mit dem Mini-Album New Jeans. Der offizielle Fanclub-Name lautet Bunnies.

## Name
Popmusik gehört zu Alltagskultur und gehört zum Leben wie die Kleidung, die man täglich trägt. Vor allem Jeans werden weltweit sowohl von Männern als auch von Frauen gerne im Alltag getragen. Sowie Jeans täglich getragen werden und denen man nie überdrüssig wird, soll der Name NewJeans den Anspruch ausdrücken, zu Ikonen dieser Zeit zu werden wollen. Der Name ist zweideutig, da es sich um ein Wortspiel auf new genes („neue Gene“) handelt, was ausdrücken soll, dass NewJeans für eine neue Generation der Popmusik steht. NJZ ist eine Abkürzung ihres früheren Namens.

## Geschichte
2019 begannen Big Hit Entertainment und Source Music mit den Vorbereitungen für eine neue Girlgroup unter Leitung von Min Hee-jin, die zuvor für SM Entertainment als Artdirectorin arbeitete. Kurz darauf begannen weltweite Auditions („Vorsingen“). 2021 wurde das gesamte Projekt in das neue Label ADOR verschoben, dass zur Hybe Corporation gehört und dessen Leiterin Min Hee-jin war.

### 2022: Debüt mitNew Jeans
Am 22. Juli 2022 debütierte NewJeans offiziell mit dem Musikvideo zum Song Attention. Einen Tag später folgten vier verschiedene Musikvideos zum Song Hype Boy, wiederum einen Tag später das Musikvideo zum Song Hurt. Alle drei Songs sind Teil der EP New Jeans, die am 1. August in digitaler und am 8. August in physischer Version veröffentlicht wurde. Am 1. August erschien auch das Musikvideo zu Cookie, dem vierten Song auf der EP.
New Jeans erreichte den ersten Platz der südkoreanischen Albumcharts und den zwölften Platz der japanischen Oricon-Albumcharts. Darüber hinaus erreichte das Album in weiteren Ländern Chartplatzierungen, so etwa Platz 91 in Deutschland. Auch die Singles Attention und Hype Boy konnten sich beide in den südkoreanischen Singlecharts auf Rang 1 platzieren. Am Ende des Jahres 2022 erhielt NewJeans die Auszeichnung als „Newcomer des Jahres“ bei mehreren wichtigen Preisverleihungen der südkoreanischen Musikszene: bei den Melon Music Awards, den Golden Disk Awards, den Korean Music Awards, den Seoul Music Awards, den Asia Artist Awards, den The Fact Music Awards und den Hanteo Music Awards. Im Februar 2023 überschritt das Album New Jeans die Marke von einer Million verkaufter Einheiten in Südkorea, was bislang noch keinem weiblichen K-Pop-Act mit seinem Debütalbum gelungen war.

### 2022-2023:OMGundGet Up
Am 19. Dezember 2022 veröffentlichte NewJeans den Song Ditto in digitaler Form. Zu diesem wurden zwei zusammenhängende Musikvideos veröffentlicht, die mit Side A und Side B betitelt wurden. Ditto stellte mit insgesamt 13 Wochen in Folge auf Platz 1 einen neuen Rekord in den südkoreanischen Singlecharts auf und belegte Platz 1 der Jahrescharts 2023. Ditto war Teil des Single-Albums OMG, das am 2. Januar 2023 zeitgleich mit dem Song OMG veröffentlicht wurde. OMG erreichte in Südkorea Platz 2 der wöchentlichen Singlecharts und Platz 4 der Jahrescharts 2023. Beide Songs konnten sich auch jeweils für mehrere Wochen in den US-amerikanischen Billboard Hot 100 platzieren. Nach 219 Tagen, am 8. März 2023, erreichte NewJeans 1 Milliarde Streams auf Spotify und erhielt bei den Guinness World Records den Eintrag „Schnellster K-Pop-Act, der 1 Milliarde Streams auf Spotify erreicht hat“.
NewJeans' zweite EP, Get Up, erschien am 21. Juli 2023, nachdem bereits am 7. Juli die Songs Super Shy und New Jeans veröffentlicht worden waren. Sowohl im Musikvideo zu New Jeans als auch auf dem Cover der EP sind die Bandmitglieder als animierte Figuren im Stil der Powerpuff Girls zu sehen. Get Up erschien wie zuvor OMG zusätzlich zur normalen Albumversion in einer Version, die exklusiv über die Plattform Weverse erhältlich war: Beide Versionen von Get Up verkauften sich in Südkorea im Jahr 2023 zusammen rund zwei Millionen Mal. Get Up erreichte zudem unter anderem Platz 1 der US-Albumcharts und Platz 10 der deutschen Albumcharts. In Deutschland konnte sich Get Up acht Wochen lang in den Charts halten. Das Musikmagazin Rolling Stone listet Get Up auf Platz 33 seiner Liste der „100 besten Alben des Jahres 2023“.
Am 3. August trat NewJeans als erster weiblicher K-Pop-Act beim Lollapalooza Chicago auf. Dies war zugleich ihr erster Auftritt in den USA.

### 2024:How Sweet/Bubble Gumund Japan-Debüt mitSupernatural/Right Now
Am 24. Mai 2024 erschien die Single How Sweet/Bubble Gum, bestehend aus den gleichnamigen Songs. Zuvor war bereits am 27. April das Musikvideo zu Bubble Gum veröffentlicht wurden. NewJeans sang Bubble Gum auch in japanischer Sprache ein, diese Version wurde in Japan in Werbespots für die Shampoo-Marke Essential der Firma Kao verwendet. Die Bandmitglieder sind ebenfalls in den Werbespots zu sehen. Bubble Gum wurde außerdem als Titelsong für die tägliche Morningshow Mezamashi 8 des japanischen TV-Senders Fuji Television ausgewählt.
Am 21. Juni veröffentlichte NewJeans ihre offizielle japanische Debütsingle Supernatural. Der Liedtext ist in japanischer, englischer und koreanischer Sprache verfasst. Die CD-Single Supernatural enthält zudem den Song Right Now, für dessen Musikvideo die Gruppe mit dem japanischen Künstler Takashi Murakami zusammen gearbeitet hat.

#### Rechtsstreit mitHybe CorporationundADOR2024
Seit April 2024 waren die Hybe Corporation und die ausführende Produzentin von NewJeans, Min Hee-jin, in einen Arbeitskonflikt verwickelt, der am 27. August durch Hybes Vorstandsmitglieder zur Entlassung von Min Hee-jin als CEO von ADOR führte. Die NewJeans-Mitglieder drückten während des gesamten Streits öffentlich ihre Unterstützung für Min Hee-jin aus. In einem überraschend angesetzten YouTube-Livestream am 11. September bekräftigten sie ihre Unterstützung für Min Hee-jin und deren Bedeutung für ihre Gruppenidentität. Sie erläuterten auch die angeblichen Probleme mit dem Hybe-Management, darunter Schikanen am Arbeitsplatz, Untätigkeit, durchgesickerte private Informationen und Löschung ihrer YouTube-Inhalte. Am Ende der Sendung stellte NewJeans dem Hybe-Vorsitzenden Bang Si-hyuk ein Ultimatum, Min Hee-jin bis zum 25. September wieder als CEO einzusetzen. In einem Artikel für die New York Times bemerkte Jon Caramanica, dass „die NewJeans-Rebellion – einer der bedeutendsten Arbeitskonflikte im K-Pop der letzten Jahre – sich wie ein echter Bruch anfühlt. ...So etwas kommt auf dieser Ebene im K-Pop selten vor“. Am 25. September lehnte Hybe das Ultimatum von NewJeans ab, Min Hee-jin wieder einzustellen, und berief sich dabei auf den eigenen Grundsatz, Management und Produktion zu trennen. Hybe bekräftigte jedoch die fortgesetzte Rolle von Min Hee-jin als Produzentin von NewJeans. Trotz des Konflikts erklärte Min Hee-jin in einem Interview mit TV Asahi, die Zukunftspläne von NewJeans voranzutreiben, und erklärte, dass sie „einen Plan habe, diese Herausforderungen zu meistern“.
Der Umwelt- und Arbeitsausschuss der Nationalversammlung Südkoreas untersuchte die Arbeitskultur in der Unterhaltungsindustrie, die Belästigungsvorwürfe und Maßnahmen zum Schutz der Künstler. Am 15. Oktober trat Hanni als Zeugin vor dem Ausschuss auf. In ihrer Aussage erklärte Hanni, dass Hybe und deren leitende Manager NewJeans untergraben würden, und berichtete von mehreren Vorfällen, bei denen sie und ihre Gruppe von Mitarbeitern diskriminiert wurden. Kim Joo-young, die derzeitige CEO von ADOR, wurde ebenfalls als Zeugin zur Anhörung aufgerufen und sagte, dass sie bei der Untersuchung des Vorfalls kooperieren würde.
Am 13. November wurde von Yonhap News berichtet, dass NewJeans einen Brief an ADOR geschickt hätte, in dem sie erklärte, dass sie ihren Exklusivvertrag mit dem Unternehmen kündigen würde, wenn dieses nicht alle wesentlichen Verstöße gegen ihren Exklusivvertrag innerhalb von 14 Tagen beheben würde. Dieser Brief wurde durch Berichte ausgelöst, denen zufolge Hybe beschließen würde, NewJeans zugunsten der anderen Gruppen des Unternehmens fallenzulassen, zusätzlich zu einer früheren Ablehnung des Antrags der Gruppe, Min Hee-jin wieder als CEO von ADOR einzusetzen. Am 20. November 2024 trat Min Hee-jin von ihrer Position bei ADOR zurück.
Auf einer Pressekonferenz am 28. November kündigten die fünf NewJeans-Mitglieder die einseitige Kündigung ihres Exklusivvertrags mit ADOR an. Als Begründung wurden angebliche Verstöße angegeben, die dem Unternehmen zuvor gemeldet worden waren. Sie erklärten, dass sie ab dem 29. November ihre Aktivitäten unabhängig von Hybe und ADOR fortsetzen wollen und „bis zum Ende dafür zu kämpfen, unser Recht auf den Namen [der Gruppe] zu sichern“. ADOR bestritt die angeblichen Vertragsverletzungen und erklärte, dass die Mitglieder von NewJeans weiterhin an ihre Vertragsverpflichtungen gebunden seien. NewJeans Anwälte erklärten gegenüber der Korea Joongang Daily, dass die Mitglieder alle notwendigen rechtlichen Schritte unternommen hätten, um ihren Vertrag zu kündigen. Es liege nun an ADOR, Klage einzureichen, damit ein Gericht entscheidet. Rechtsanwalt Kim Kyoung-nam von For You Law Office argumentierte, dass ein Gericht die Ansprüche von NewJeans wahrscheinlich nicht unterstützen werde. Die Korea Management Federation (KMF) und die Korea Entertainment Producers’ Association (KEPA) stellten sich auf die Seite von Hybe und ADOR und argumentierten, dass eine einseitige Vertragskündigung einer „Zerstörung der Grundprinzipien der Branche“ gleichkomme, was die Anfälligkeit von Investitionen der Unterhaltungsunternehmen hervorheben und die Besorgnis über die Schaffung eines Präzedenzfalls zum Ausdruck bringen würde. KEPA forderte die Mitglieder von NewJeans auf, „ihr kindisches und verantwortungsloses Argument schnell zurückzunehmen“ und KMF verlangte „von ihrer Forderung Abstand zu nehmen“. Beide Verbände von K-Pop-Agenturen standen in früheren Streitigkeiten gegenüber Künstlern immer auf der Seite der Entertainmentunternehmen.
Am 5. Dezember reichte ADOR beim Gericht eine Petition ein, um die aktuelle Gültigkeit des Vertrags von NewJeans zu klären. In einer darauffolgenden Pressemitteilung warnte ADOR andere Akteure der Branche davor, sich auf einen angeblich laufenden Vertrag einzulassen, und bekundete ihre Entschlossenheit, weiterhin Gespräche mit den Mitgliedern von NewJeans zu führen. Als Reaktion darauf bekräftigten die fünf Mitglieder in einer gemeinsamen Pressemitteilung, dass ihre Verträge mit ADOR am 28. November endeten, und beschuldigten das Unternehmen, Mitarbeiter und Produzenten, die mit ihnen zusammengearbeitet haben, zu schikanieren.
Am 14. Dezember erstellten die fünf Mitglieder von NewJeans einen neuen Instagram-Account mit dem Namen „jeanzforfree“, getrennt vom bestehenden offiziellen Account von ADOR. Der Account gewann innerhalb eines Tages mehr als 2 Millionen Follower. ADOR hat mit rechtlichen Schritten bezüglich des neuen Kontos gedroht.

### 2025: Änderung des Gruppennnamens und Inaktivität
Am 7. Februar 2025 gaben die fünf Mitglieder über soziale Medien offiziell ihren neuen Gruppennamen NJZ bekannt und änderten ihren Instagram-Account „jeanzforfree“ auf „njz_official“. Unter ihrem neuen Namen wurde NJZ als Headliner für das Musikfestival ComplexCon in Hongkong am 23. März angekündigt. Den einstündigen Headliner-Auftritt als NJZ vor über 11.000 Fans in der AsiaWorld-Expo beendete die Gruppe mit einer Rede, nachdem sie ihren neuen Song Pit Stop vorgestellt hatte. In dieser erklärten die Mitglieder, es gehe ihnen darum, „uns selbst zu schützen, um noch stärker zurückkommen zu können“ und dass dies „ihr letzter Auftritt für eine Weile sein wird“.

#### Rechtsstreit mitHybe CorporationundADOR2025
ADOR beantragte am 13. Januar 2025 beim Seoul Central District Court eine einstweilige Verfügung, um die Mitglieder der Gruppe daran zu hindern, unabhängig voneinander Werbeverträge zu unterzeichnen, während der Streit über ihre Exclusivverträge mit ADOR stattfindet. Noch im Januar beauftragte NJZ die Anwaltskanzlei Sejong für weitere rechtliche Schritte gegen ADOR. Am 23. Januar gaben die Mitglieder von NewJeans ihre Stellungnahme zu der von ADOR eingereichten einstweiligen Verfügung bekannt.
ADOR erklärte am 7. Februar: „Es tut uns sehr leid, dass die Mitglieder diese Entscheidung einseitig getroffen haben, bevor ein rechtliches Urteil über die Gültigkeit des Exklusivvertrags zwischen ADOR und den NewJeans-Mitgliedern gefällt wurde“. In ihrer Erklärung vom 10. Februar betonte ADOR, dass der offizielle Gruppenname von NJZ weiterhin NewJeans sei, da der Exklusivvertrag weiterhin gültig und seine Kündigung einseitig sei. Die erste Anhörung vor der 41. Zivilprozesskammer des Seoul Central District Court zur Gültigkeit der Exklusivverträge der Mitglieder soll am 3. April erfolgen.
Am 21. März gab die 50. Zivilkammer des Seoul Central District Court dem Antrag von ADOR statt, den NewJeans-Mitgliedern jegliche von ADOR unabhängige unterhaltungsbezogene Aktivitäten einschließlich Songwriting, Komposition und Gesang sowie Abschluss von Werbeverträgen zu untersagen. Nach dieser einstweiligen Verfügung befinden sich ADOR und NJZ weiterhin im Rechtsstreit, da die Klage der Agentur gegen NJZ zur Überprüfung der Gültigkeit der Exklusivverträge noch anhängig ist. ADOR veröffentlichte nach dem Urteil eine Stellungnahme, unter anderem mit dem Inhalt, dass der ComplexCon-Auftritt unter dem Namen NewJeans, vertreten durch ADOR, stattfinden würde. Die NewJeans-Mitglieder veröffentlichten unter ihrem Namen NJZ ebenfalls eine Stellungnahme. In dieser erklärten sie, dass sie die Entscheidung des Gerichts respektieren, mit dem Einspruchsverfahren gegen das Urteil aber weitere Punkte klären würden. NJZ bestätigte die Teilnahme an der ComplexCon, um ihre Fans nicht zu enttäuschen. Nachdem das Gericht am 21. März gegen sie entschieden hatte, kündigte die Girlgroup am 23. März an, alle Aktivitäten zu pausieren.
Die erste offizielle Anhörung im Rechtsstreit erfolgte am 3. April. ADOR hoffte auf eine Einigung, die NJZ aber mit den Worten „Das ist keine Situation, in der wir im Moment darüber nachdenken können“ ablehnte. Am 9. April fand eine weitere nichtöffentlichte Anhörung statt. Am 16. April wurde mitgeteilt, dass das Bezirksgericht Seoul den Antrag von NewJeans, die einstweilige Verfügung aufzuheben, erneut abgelehnt und seine Entscheidung als „endgültig“ bezeichnet hat. Als Folge dieses Urteils änderte die Gruppe ihren Social-Media-Benutzernamen von „NJZ“ in „mhdhh“ (die Initialen der Mitglieder). Da ihr Antrag abgelehnt wurde, können die Mitglieder nun offiziell ein Berufungsgericht anrufen.
Am 29. Mai gab das Bezirksgericht Seoul dem Antrag von ADOR auf indirekte Zwangsvollstreckung gegen NewJeans statt. Für jede ab diesem Zeitpunkt seitens ADOR nicht genehmigte Unterhaltungsaktivität wäre jedes einzelne Mitglied verpflichtet, pro Verstoß dem Unternehmen 1 Milliarde KRW (ca. 633.000 Euro) zu zahlen.
Bei der zweiten Anhörung im Hauptprozess zur Gültigkeit ihrer Exklusivverträge am 5. Juni erklärte die Gruppe: „Das Vertrauensverhältnis ist bereits vollständig zerstört. Wir haben einen Punkt erreicht, an dem es kein Zurück mehr gibt.“ Sie fügte hinzu, dass eine Versöhnung „nicht einfach sein wird“.
Am 17. Juni entschied die Zivilkammer des Obersten Gerichts Seoul zum dritten Mal in Folge zugunsten ADOR und wies die Berufung von NewJeans gegen das Gerichtsurteil zurück, das ihre unabhängigen Aktivitäten untersagte. Am 18. Juni veröffentlichte ADOR eine Erklärung mit der Hoffnung, dass die Entscheidung des Gerichtes „den Mitgliedern die Möglichkeit gibt, dorthin zurückzukehren, wo sie hingehören – zu NewJeans“. Am 25. Juni wurde gemeldet, dass NewJeans keine Berufung gegen das aktuelle Urteil eingelegt hat. Somit ist die einstweilige Verfügung rechtskräftig, gilt aber nur bis zur endgültigen Entscheidung im Hauptverfahren. Die Gruppe will sich voraussichtlich auf das Hauptverfahren hinsichtlich der Gültigkeit der Exklusivverträge der Mitglieder mit ADOR konzentrieren. Die dritte Anhörung im Hauptverfahren ist für den 24. Juli angesetzt.

## Mitglieder
| Name            | Geburtsname         | Geburtstag (Alter)   | Geburtsort | Position |
| --------------- | ------------------- | -------------------- | ---------- | -------- |
| Minji 민지      | Kim Min-ji 김민지   | 7. Mai 2004 (21)     | Chuncheon  | Rap      |
| Hanni 하니      | Hanni Pham          | 6. Oktober 2004 (20) | Melbourne  | Vocal    |
| Danielle 다니엘 | Danielle Marsh      | 11. April 2005 (20)  | Newcastle  | Vocal    |
| Haerin 해린     | Kang Hae-rin 강해린 | 15. Mai 2006 (19)    | Anyang     | Vocal    |
| Hyein 혜인      | Lee Hye-in 이혜인   | 21. April 2008 (17)  | Incheon    | Vocal    |

## Fanclub
Bunnies (koreanisch Tokki / 토끼) ist der offizielle Name des Fanclubs von NJZ.
Die Mitgliedschaft im Fanclub gilt ca. ein Jahr und ist kostenpflichtig. Der Fanclub wird auf der Fan-Plattform Weverse gehostet. Am 7. Januar 2025 hatte Bunnies mehr als 2,6 Millionen Mitglieder, am 25. Juni 2025 waren es 2,8 Millionen Mitglieder.

## Diskografie
EPs

| Jahr | Titel Musiklabel                   | Höchstplatzierung, Gesamtwochen, AuszeichnungChartplatzierungen (Jahr, Titel, Musiklabel, Platzierungen, Wochen, Auszeichnungen, Anmerkungen) | Höchstplatzierung, Gesamtwochen, AuszeichnungChartplatzierungen (Jahr, Titel, Musiklabel, Platzierungen, Wochen, Auszeichnungen, Anmerkungen) | Höchstplatzierung, Gesamtwochen, AuszeichnungChartplatzierungen (Jahr, Titel, Musiklabel, Platzierungen, Wochen, Auszeichnungen, Anmerkungen) | Höchstplatzierung, Gesamtwochen, AuszeichnungChartplatzierungen (Jahr, Titel, Musiklabel, Platzierungen, Wochen, Auszeichnungen, Anmerkungen) | Höchstplatzierung, Gesamtwochen, AuszeichnungChartplatzierungen (Jahr, Titel, Musiklabel, Platzierungen, Wochen, Auszeichnungen, Anmerkungen) | Höchstplatzierung, Gesamtwochen, AuszeichnungChartplatzierungen (Jahr, Titel, Musiklabel, Platzierungen, Wochen, Auszeichnungen, Anmerkungen) | Höchstplatzierung, Gesamtwochen, AuszeichnungChartplatzierungen (Jahr, Titel, Musiklabel, Platzierungen, Wochen, Auszeichnungen, Anmerkungen) | Anmerkungen                                                              |
| Jahr | Titel Musiklabel                   | DE | AT | CH | UK | US | KR | JP | Anmerkungen                                                              |
| ---- | ---------------------------------- | --- | --- | --- | --- | --- | --- | --- | ------------------------------------------------------------------------ |
| 2022 | New Jeans ADOR (Hybe • YG Plus)    | DE91 (1 Wo.)DE | — | — | — | — | KR1 ×2Diamant + Doppelplatin (Weverse Version) · (… Wo.)KR                                                                                    | JP12 (90 Wo.)JP | Erstveröffentlichung: 1. August 2022 Verkäufe: + 1.500.000               |
| 2023 | OMG ADOR (Hybe • YG Plus)          | — | — | — | — | — | KR1 Diamant + Platin (Weverse Version) · (… Wo.)KR                                                                                            | — | Erstveröffentlichung: 2. Januar 2023 Single-Album; Verkäufe: + 1.250.000 |
| 2023 | Get Up ADOR (Hybe • YG Plus)       | DE10 (8 Wo.)DE | AT7 (7 Wo.)AT | CH8 (7 Wo.)CH | UK15 (3 Wo.)UK | US1 (26 Wo.)US | KR2 Diamant + Platin (Weverse Version) · (… Wo.)KR                                                                                            | JP4 (83 Wo.)JP | Erstveröffentlichung: 21. Juli 2023 Verkäufe: + 1.250.000                |
| 2024 | How Sweet ADOR (Hybe • YG Plus)    | — | — | — | — | — | KR1 Diamant + Platin (Weverse Version) · (… Wo.)KR                                                                                            | — | Erstveröffentlichung: 24. Mai 2024 Single-Album; Verkäufe: + 1.250.000   |
| 2024 | Supernatural ADOR (Hybe • YG Plus) | — | — | — | — | — | KR1 Diamant · (… Wo.)KR | — | Erstveröffentlichung: 21. Juni 2024 Single-Album; Verkäufe: + 1.000.000  |

## Fernsehen
- 2022: NewJeans Code in Busan (뉴진스 코드 in 부산, SBS)

## Auszeichnungen

### Preisverleihungen
2022
- Asia Artist Awards[80]
  - Performance of the Year (Daesang)
  - Rookie of the Year – Music
- Asian Pop Music Awards – Top 20 Songs of the Year (Overseas) für „Hype Boy“[81]
- Melon Music Awards[82]
  - Best New Artist
  - Top 10 Artist
- The Fast Music Awards – Next Leader Award[83]
- The K-Billboard Awards – Hot Rookie Award[84]

2023
- Asia Artist Awards[85]
  - Asia Celebrity Award
  - Best Choice Award
  - Fabulous Award
  - Hot Trend Award
  - Singer of the Year (Daesang)
  - Song of the Year (Daesang) für „Ditto“
- Asian Pop Music Awards[86]
  - Best Group (Overseas)
  - Top 20 Albums of the Year (Overseas) für „Get Up“
  - Top 20 Songs of the Year (Overseas) für „Super Shy“
- Billboard Music Awards – Top Global K-Pop Artist[87]
- Circle Chart Music Awards – New Artist of the Year – Digital für „Attention“[88]
- Golden Disc Awards[89]
  - Digital Song Bonsang für „Attention“
  - Rookie Artist of the Year
- Hanteo Music Awards – Rookie of the Year[90]
- Japan Record Awards[91]
  - Excellent Work Award (Songs of the Year) für „Ditto“
  - Special Achievement Award
- K-Global Heart Dream Awards – K-Global Best Music Award[92]
- Korean Music Awards[93]
  - Best K-pop Album für „New Jeans“
  - Best K-pop Song für „Attention“
  - Rookie of the Year
- Korea Popular Culture and Arts Awards – Auszeichnung des Ministers für Kultur, Sport und Tourismus[94]
- MAMA Awards[95]
  - Artist of the Year
  - Best Dance Performance Female Group für „Ditto“
  - Best Female Group
  - Song of the Year für „Ditto“
- Melon Music Awards[96]
  - Artist of the Year
  - Best Female Group
  - Millions Top 10 Artist für „Get Up“
  - Song of the Year für „Ditto“
  - Top 10 Artist
- MTV Video Music Awards Japan – Best Buzz Award[97]
- Seoul Music Awards – Rookie of the Year[98]
- Seoul Tourism Awards – Hallyu Star Award[99]
- The Fact Music Awards[100]
  - Artist of the Year (Bonsang)
  - Listener‘s Choice Award

2024
- Asia Artist Awards[101]
  - Artist of the Year (Daesang)
  - Best Artist Award – Music
  - Best Performance für „How Sweet“
- Asian Pop Music Awards[102]
  - Best Arranger (Overseas)
  - Top 20 Songs of the Year für „Supernatural“
- Billboard Women in Music – Group of the Year[103]
- Circle Chart Music Awards[104]
  - Artist of the Year – Digital für „Ditto“
  - Artist of the Year – Global Streaming für „Super Shy“
  - Artist of the Year – Streaming Unique Listeners für „Ditto“
  - Music Steady Seller of the Year für „Hype Boy“
- Edaily Culture Awards – Frontier Award[105]
- Esports Awards – Content of the Year für „GODS ft. NewJeans Worlds 2023 Anthem – League of Legends“[106]
- Golden Disc Awards[107]
  - Digital Daesang für „Ditto“
  - Digital Song Bonsang für „Ditto“
- Hanteo Music Awards – Artist of the Year (Bonsang)[108]
- iHeartRadio Music Awards – Best New K-Pop Artist[109]
- Japan Gold Disc Awards[110]
  - Best 3 New Artists – Asia
  - Song of the Year by Streaming – Asia für „OMG“
- Japan Record Awards – Excellent Work Award (Songs of the Year) für „Supernatural“[111]
- Korea Grand Music Awards[112]
  - Best Artist
  - Grand Artist
- Korean Music Awards[113]
  - Best K-Pop Album für „Get Up“
  - Best K-Pop Song für „Ditto“
  - Song of the Year für „Ditto“
- MAMA Awards – Fan’s Choice Female[114]
- Melon Music Awards[115]
  - Millions Top 10 Artist
  - Top 10 Artist
- Seoul Music Awards[116]
  - Best Song Award
  - Bonsang Award für „OMG“
- The Fact Music Awards[117]
  - Artist of the Year (Bonsang)
  - Musinsa Popularity Award
  - TMA Popularity Award
  - World Best Performer Award
  - Worldwide Icon Award

2025
- Golden Disc Awards[118]
  - Digital Music Main Award (Bonsang)
  - Main Award (Bonsang)
  - Cosmopolitan Artist Award
- Hanteo Music Awards – Artist of the Year (Bonsang)[119]
- Korea Fist Brand Awards – Female Commercial Model Award[120]

### Weltrekorde
2023
- Guinness World Records – Schnellster K-Pop-Act, der 1 Milliarde Streams auf Spotify erreicht hat[12]